# Nervo frenico
Il nervo frenico è un nervo facente parte del plesso cervicale. Origina dai nervi spinali C3, C4 e C5.

## Territorio di innervazione
Il nervo frenico è formato in gran parte da fibre motorie per il diaframma. Inoltre contiene fibre sensitive per il pericardio, la pleura mediastinica e diaframmatica, la capsula fibrosa di Glisson, il peritoneo che ricopre la superficie inferiore del diaframma e la parete posteriore dell'addome. 

## Decorso
Dopo la sua origine dalle radici spinali di C3,C4 e C5, il nervo discende nel collo, dove decorre accolto nella fascia del muscolo scaleno anteriore; durante il suo decorso incrocia il muscolo omoioideo. Passa quindi fra l'arteria e la vena succlavia e penetra nel torace lateralmente al nervo vago passando tra i due capi del muscolo sternocleidomastoideo.
Nel torace scende lungo la faccia laterale del pericardio assieme ai vasi pericardicofrenici, medialmente rispetto alla pleura mediastinica; a questo livello emette rami sensitivi pericardici e pleurici. Il nervo di destra passa lateralmente alla vena brachiocefalica destra e alla vena cava superiore, mentre quello di sinistra incrocia l'arco dell'aorta; entrambi passano davanti all'ilo polmonare. A causa dell'asimmetria cardiaca, il nervo di destra ha un decorso più verticale, mentre quello di sinistra descrive una curva a concavità mediale.
Giunto sul diaframma, il nervo si distribuisce al muscolo e alla pleura diaframmatica. Alcuni rami attraversano il diaframma per raggiungere il peritoneo e la capsula fibrosa di Glisson.

## Lesioni
I danni al nervo frenico limitano seriamente la capacità respiratoria di una persona. Durante gli interventi chirurgici a torace o a cuore aperto deve essere fatta molta attenzione a non danneggiare il nervo frenico.
I tumori alla base del polmone possono comprimere il nervo frenico.
Una lieve irritazione del nervo frenico è causa del singhiozzo.